# 短尾猴
短尾猴（学名：Macaca arctoides）也称红脸猴、红面猴、红面短尾猴、红面断尾猴、华南断尾猴、大青猴、桩尾猴、截尾猕猴、黑猴、泥猴、人熊等，是一種原生於南亞和東南亞北側的獼猴。

## 特征
短尾猴的身體覆蓋著又長又厚的深棕色皮毛，但牠們的臉和短尾巴（長度32至69毫米；1.3至2.7英寸）無毛。嬰兒出生時全身白色，長大後變黑。隨年齡增長，牠們明亮的粉紅色或紅色面孔變暗為棕色或接近黑色，且大部分毛髮都脫落。
在體型方面，雄性比雌性大，身長51.7至65厘米（20.4至25.6英寸），重9.7至10.2千克（21至22磅），而雌性身長48.5至58.5厘米（19.1至23.0英寸），重7.5至9.1千克（17至20磅）。
雄性的犬齒對於在社會群體中建立統治地位很重要，比雌性的犬齒更長。像所有的獼猴一樣，這個物種有頰囊可以短時間儲存食物。

## 分佈與棲息地
該舊世界猴物種以四足行走；牠們通常在地面上行走，因為四肢構造在樹上無法靈活運動。 牠們通常生活於常綠闊葉林中，活動地區之海拔高度取決於當地之降雨量。 牠們依靠熱帶雨林提供食物和住所；此外，在喜馬拉雅地區，牠們在與原始森林熱帶森林接壤的乾燥次生林中活動。 因擁有較厚皮毛，短尾猴可在海拔4,000米（13,000英尺）地區之寒冷氣候中生活。 牠們分佈於印度東北部和中國西南地區至馬來半島西北端，也出現在緬甸、泰國、老撾、柬埔寨（數量減少中）和越南；牠們在孟加拉的分佈可能已消失。
1974年，一個被用以研究之種群被引入墨西哥韋拉克魯斯州卡特馬科湖中的一個無人島 Tanaxpillo，牠們在半自然條件下分佈。關於該物種的大部分資訊來自Tanaxpillo島和其他圈養環境的引進種群，因為很少針對野生短尾猴之長期研究。

## 行為與生態
短尾猴通常與任何具有線性統治等級的獼猴具有相同的社會結構，這種線性統治等級在雌性中是嚴格的和世襲的，但在雄性中會根據它們的戰鬥能力和社交操縱能力而波動，但短尾猴真正獨特的是由於豐富的和解策略，牠們有能力化解激烈的對抗，並在群體中保持高度的和平與和諧。 該物種沒有持久的配對關係，傾向於濫交。牠們很少發生肢體暴力，雖然爭吵經常突然出現且加劇，並以肢體展示恐嚇，但往往很快平息。
短尾猴在飲食習慣上非常不挑剔，儘管水果通常是它們飲食的主要部分。
短尾猴體型大、笨重、肌肉發達，四肢粗壯結實，這使牠們在陸地上非常靈活，但在樹上卻很笨拙，牠們這種不尋常的體格可能是獨特之消耗大量肉類食物的傾向的原因。短尾猴大量攝食昆蟲、小動物和蛋。

### 繁殖
研究發現雌性短尾猴的類固醇性激素水平升高，特別是 17β-雌二醇和黃體酮水平。17β-雌二醇水平在夏季和秋季顯著升高，黃體酮水平在夏季、秋季和冬季顯著升高。這解釋了短尾猴每年有兩個交配季節：一個在夏季（7月至8月），一個在秋季（11 月）。該研究結果與短尾猴之出生頻率分佈統計數據互相支持。

## 保护等级
短尾猴在中国为国家二级保护野生动物。